# ماجدة (فلم)
ماجدة هو فيلم مصري تم إنتاجه عام 1943، إخراج أحمد جلال و بطولة ماري كويني وعباس فارس ومحسن سرحان.

## قصة الفيلم
يعمل والد الفتاة الحسناء ماجدة لدى أحد الأثرياء موظفًا، يجبر ابنته على الزواج من هذا الثري الذي يحبها فتضطر إلى ذلك ويتم زواجهما بالفعل، إلا أن ماجدة لا تستطيع أن تتصور هذا الرجل زوجًا تعيش معه، فتهرب في ليلة الزفاف وتتركه ويقرر الزوج الانتقام منها. يدبر هذا الرجل حادثًا يجعل الجميع يتوهم أنه مات على إثره ويساعده صديقه في إشاعة موته بين الجميع، بينما يسافر هو بثروته خارج البلاد ويوكل أحد رجاله بطرد والد «ماجدة» من العمل؛ الأمر الذي يجعل الأب يطرد ابنته ماجدة من بيته عندما تلجأ إليه. تلتقي ماجدة بسيدة تخفف عنه آلامها وتدعوها إلى بيتها وهي لا تعلم أنه بيت للدعارة تديره هذه المرأة، وذات ليلة يداهم البوليس هذا المنزل فيتم القبض على كل من فيه وكذلك ماجدة التي انتابها الذهول وتدخل السجن بتهمة الدعارة، تخرج من السجن بعد قضاء المدة ولا تجد طريقًا إلا العمل كمغنية في ملهى ليلى، يعود الزوج من الخارج ويتقصى أحوال ماجدة ويعلم ما وصل إليه حالها. يتنكر الزوج ويحاول التقرب من ماجدة التي لم تتعرف عليه، يحاول أن يجعلها تتعلق به ويعذبها، لكن حبه القديم لها طغى عليه فيعترف لها بكل ما حدث وتطب هي منه الصفح والعفو فيغفر لها ما كان ويعودان إلى بعضهما.

## فريق العمل
إخراج وتأليف: أحمد جلال
إنتاج: أفلام جلال
بطولة:
- ماري كويني (ماجدة)
- عباس فارس
- محسن سرحان
- سعاد محمد
- ثريا فخري
- منسي فهمي
- عبد المنعم إسماعيل
- عاطف سالم

## وصلات خارجية
- ماجدة على موقع IMDb (الإنجليزية)
- ماجدة على موقع الدهليز
- ماجدة على موقع قاعدة بيانات الأفلام العربية